# Diecezja Loikaw
Diecezja Loikaw (łac. Dioecesis Loikavensis) – rzymskokatolicka Diecezja ze stolicą w Loikaw, w Mjanmie.
Archidiecezja podlega metropolii Taunggyi.

## Biskup Loikaw
- Sotero Phamo (1988 - 2014)
- Stephen Tjephe (2014 - 2020)
- Celso Ba Shwe (od 2023)